# All Good Things (Come to an End)
All Good Things (Come to an End) – piosenka pop stworzona przez Nelly Furtado, Timbalanda, Danję i Chrisa Martina na trzeci studyjny album Nelly Furtado, Loose (2006). W Europie utwór został wydany jako trzeci singel z krążka Loose (2006) w listopadzie 2006. W Stanach Zjednoczonych piosenka ukazała się jako czwarty singel, w kwietniu 2007.

## Wideoklip
Teledysk do „All Good Things (Come to an End)” był nagrywany w Portoryko na przemian z klipem do utworu „Say It Right”, trzecim amerykańskim singlem z albumu Loose (2006). Wideoklip ukazuje historię miłosną pomiędzy Nelly i modelem. Sceny ukazują artystkę przechadzającą się po plaży, szukającą mężczyzny w lesie. Razem odnajdują stół, przy którym spożywają posiłek. Następnie stojąc na meblu, poruszją gałęzią drzewa; z konara płynie woda.
Teledysk w Kanadzie miał premierę dnia 7 marca 2007 na kanale MuchMusic, a w Stanach Zjednoczonych dnia 19 marca 2007 na MTV w programie TRL.
Videoclip dzień po premierze zajął pozycję w pierwszej dziesiątce listy przebojów TRL, aby po kilku dniach osiąść na miejscu #2.

## Listy utworów i formaty singla
Holanderski CD singel
1. „All Good Things (Come to an End)” (radio edit)
2. „Maneater” (Na żywo dla Radio 1)

Maxi-CD
1. „All Good Things (Come to an End)” (radio mix)
2. „All Good Things (Come to an End)” (feat. Rea Garvey)
3. „No Hay Igual” featuring Calle 13
4. „All Good Things (Come to an End)” (video)

Europejski niemiecki maxi-CD
1. „All Good Things (Come to an End)” (radio edit)
2. „All Good Things (Come to an End)” (feat. Rea Garvey)
3. „Maneater” (Na żywo dla Radia Lounge)
4. „All Good Things (Come to an End)” (video)

iTunes singel
1. „All Good Things (Come to an End)” (radio edit)
2. „Maneater” (Na żywo dla Radia 1)

Australijski CD singel
- Całkowity czas: 14:54

1. „All Good Things (Come to an End)” (radio edit) – 4:25
2. „Maneater” (Na żywo dla Radia 1) – 3:01
3. „No Hay Igual” featuring Calle 13 – 3:41
4. „All Good Things (Come to an End)” (videoclip) – 3:48

## Remiksy utworów
- All Good Things (Come To An End) (Dave Audé Club Mix) (9:07)
- All Good Things (Come To An End) (Dave Audé Audacious Dub) (7:58)
- All Good Things (Come To An End) (Dave Audé Radio Mix) (3:42)
- All Good Things (Come To An End) (Dave Audé Mixshow) (6:00)
- All Good Things (Come To An End) (Kaskade Club Mix) (6:46)
- All Good Things (Come To An End) (Kaskade Dub) (6:16)
- All Good Things (Come To An End) (Kaskade Radio Mix) (3:30)
- All Good Things (Come To An End) (Crystal Fake Bootleg Remix) (6:09)
- All Good Things (Come To An End) (Goove & Groove House Remix) (5:16)
- All Good Things (Come To An End) (Zero Assoluto Italo Dance Mix)
- All Good Things (Come To An End) (Thamoella Remix) (3:54)
- All Good Things (Come To An End) (Szmory Boy’s Mash Up)
- All Good Things (Come To An End) (Main Radio Mix) (3:48)
- All Good Things (Come To An End) (UltiMix) (5:57)

## Pozycje na listach
| Lista przebojów (2006/2007) | Najwyższa pozycja |
| --------------------------- | ----------------- |
| Australia                   | 12                |
| Austria Singles Chart       | 1                 |
| Belgia Top 50 Singles       | 1                 |
| Bułgaria Airplay Chart      | 1                 |
| Kanada Hot 100 Chart        | 5                 |
| Chiny Singles Chart         | 12                |
| Kolumbia Airplay Chart      | 87                |
| Holandia Singles Chart      | 1                 |
| Estonia Airplay Chart       | 1                 |
| Niemcy Singles Chart        | 1                 |
| Francja Singles Chart       | 6                 |
| Irlandia                    | 8                 |
| Izrael Singles Chart        | 1                 |

| Lista przebojów (2006/2007)       | Najwyższa pozycja |
| --------------------------------- | ----------------- |
| Włochy Download Chart             | 1                 |
| Łotwa Airplay Chart               | 1                 |
| Litwa Singles Chart               | 1                 |
| Nowa Zelandia Singles Chart       | 12                |
| Norwegia Singles Chart            | 1                 |
| Rumunia Airplay Chart             | 2                 |
| Słowacja Airplay Chart            | 1                 |
| Hiszpania Singles Chart           | 5                 |
| Szwecja Singles Chart             | 5                 |
| Szwajcaria Singles Chart          | 1                 |
| USA Billboard Hot 100             | 86                |
| USA Billboard Pop 100             | 59                |
| USA Billboard Hot Dance Club Play | 1                 |
| UK Singles Chart                  | 4                 |
| United World Chart                | 5                 |